# Heiko Buhr
Heiko Buhr (* 1. Juli 1964 in Neumünster) ist ein deutscher Schriftsteller. Er schreibt Theaterstücke, Hörspiele, Gedichte und Erzählungen.

## Leben
1984–1988 Ausbildung und Beruf als Bankkaufmann. Ab 1988 Studium in Kiel und Stuttgart der Deutschen Literatur- und Sprachwissenschaft und Philosophie. 1997 wurde Heiko Buhr über den Freitod im 17. und 18. Jahrhundert promoviert. Das anschließende Umfeld erwies sich für seine literarisches Schaffen als prägend; so arbeitete er beispielsweise als Museumswärter, Tischlereigehilfe, Regalbestücker, Korrektor und Mitarbeiter einer Zeitungsdruckerei. Von 1999 bis 2009 war er pädagogischer Betreuer und ist seit 2010 freier Publizist und Schriftsteller. Heiko Buhr lebt und arbeitet in Kiel.
Bereits in den 1980er Jahren veröffentlichte Heiko Buhr Prosa und Lyrik in verschiedenen Anthologien und Literaturzeitschriften. Seit 2000 bekommt er regelmäßige Einladungen zu verschiedenen Festivals und Stückemärkte unter anderem in Berlin und Heidelberg. Seine Stücke werden international aufgeführt. Durch seine Hörspiele ist Heiko Buhr auch im Radio präsent.
1999 erhielt Heiko Buhr für sein Theaterstück Ausstand den renommierten Heinz-Dürr-Stückepreis und 2021 beim 2. »Science & Theatre«-Wettbewerb einen von zwei Förderpreisen.
Buhrs Theaterstücke und Hörspiele sind einerseits sozialkritische Reflexionen der Wirklichkeit, die teils auf einer gleichsam dokumentarischen Realitätsdarstellung beruhen, teils aktuelle Themen wie Flucht, Rechtsradikalismus, KI oder das bedingungslose Grundeinkommen in einem fiktionalen Kontext hinterfragen. Andererseits kennzeichnen menschliche Beziehungsweisen und Bezüge auf die Theatergeschichte die hintersinnigen Farcen, Komödien und Tragödien. Buhrs Werk greift sprachspielerische Elemente auf und ist maßgeblich in der Literatur der zweiten Hälfte des 20. Jahrhunderts verwurzelt.
Die Theaterstücke und Hörspiele von Heiko Buhr werden durch den Drei Masken Verlag vertreten.

## Werke
Bücher
- »Sprich, soll denn die Natur der Tugend Eintrag tun?« Studien zum Freitod im 17. und 18. Jahrhundert, Königshausen und Neumann, Würzburg 1998 (Dissertation)
- Ausstand. Stück und Materialien, Suhrkamp, Frankfurt/Main 2001

Theaterstücke
- Trilogie 2001 – Odyssee in Deutschland
  - 1. Abfall, Regie: Doris Strütt, Kellertheater Winterthur, 3. März 2012 (UA)
  - 2. Achtstundentag
  - 3. Appetit

- Irrungen, Wirrungen – Hoffnungstrilogie
  - 1. Marla
  - 2. Das Glückskind
  - 3. Sommerschnee

- Gegenwartsstücke
  - Lebemänner
  - Fabelland oder Rumpsteak für alle
  - Ausstand, Regie: Bruno Klimek, Deutsches Theater Berlin / Kammerspiele, 10. Dezember 2000 (UA)
  - Die Schattenlosen
  - Zivilisten. Ein Deutschlandstück
  - Seelentaucher
  - Ich feier mein Leben
  - Mensch! Maschine!

- Bühnenweltenstücke
  - Minettis Blut oder Eine glänzende Vorstellung, Eduard-von-Winterstein-Theater Annaberg-Buchholz, 30. Dezember 2014 (UA)
  - Dreh. Stand. Wende
  - Menschenkenntnis
  - Beckettbernhardmania, Regie: Holger Weimar, Schauspielhaus Bochum / Kammerspiele, 17. Mai 2008 (UA)

Hörspiele
- Abfall, Hörspiel, Regie: Alexander Schuhmacher, NDR 2004
- Immer schön kleinhalten, Zwölf Kurzhörspiele, Regie: Robert Matejka, DR 2007

Beiträge
- Fünf Texte für Ror Wolf, in: Oliver Jahn / Kai U. Jürgens (Hgg.), Ähnliches ist nicht dasselbe. Eine rasante Revue für Ror Wolf, Verlag Ludwig 2002

Daneben Veröffentlichungen in Zeitschriften wie Brückenschlag, Wortwahl und neue deutsche literatur.

## Auszeichnungen
- Heinz-Dürr-Stückepreis, 1999 (für Ausstand)
- Förderpreis beim 2. Dramenwettbewerb »Science & Theatre«, 2021 (für Das Glückskind)